# Norfolk House

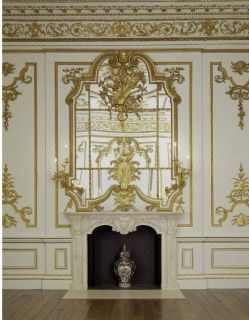
Musikzimmer des Norfolk House, St James's Square, London, 1748–1756 Victoria & Albert Museum Nr. W.70:1-1938

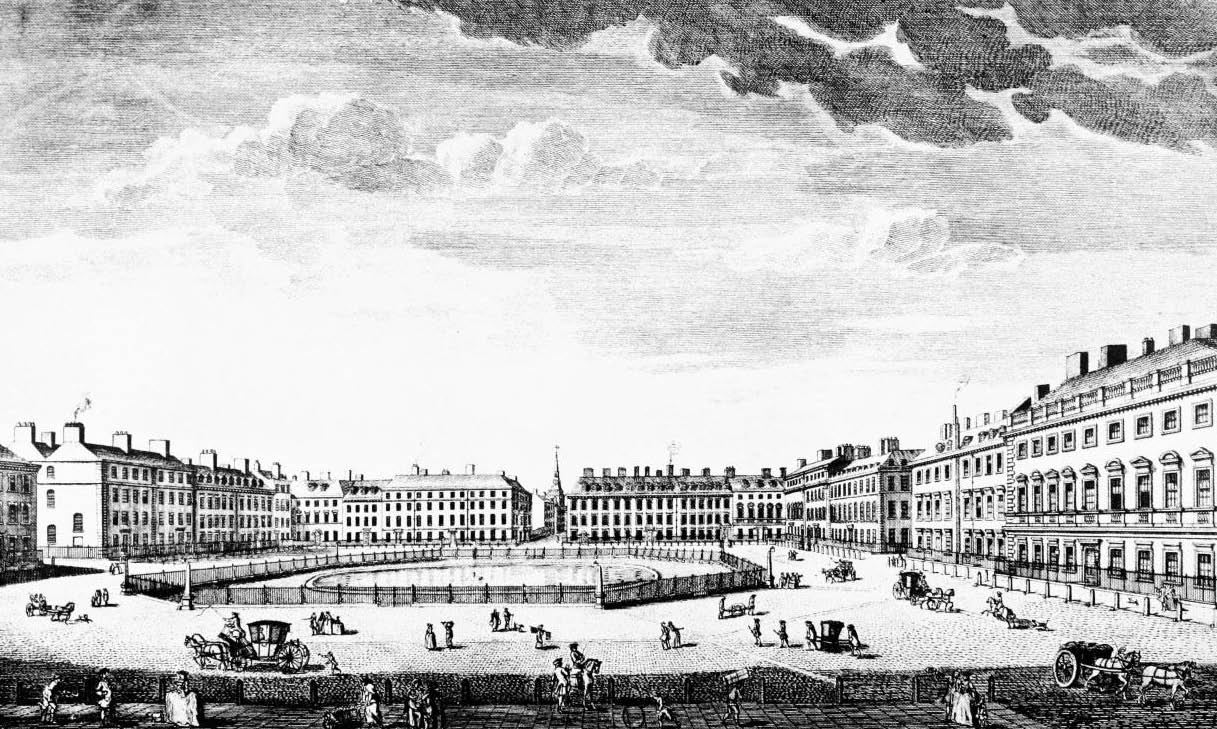
Norfolk House befindet sich ganz rechts auf dieser Gravierung aus der Mitte des 18. Jahrhunderts

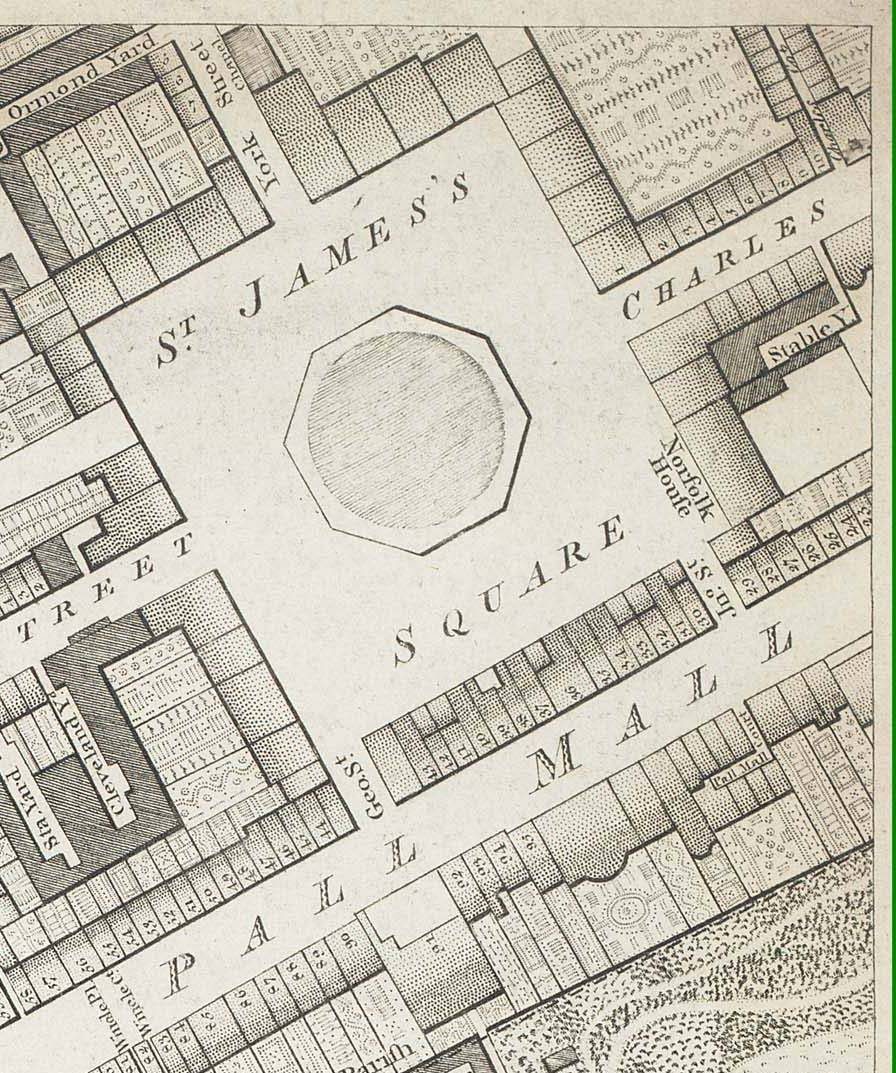
Der Standort von Norfolk House ist auf diesem Plan von 1799 zu erkennen.

Norfolk House war ein Herrenhaus am St. James’s Square in der Innenstadt der englischen Hauptstadt London.
Das Haus wurde 1722 für den Duke of Norfolk errichtet. Eine königliche Residenz war es nur kurze Zeit, als Friedrich, Prince of Wales, der Vater von König Georg III., 1737–1741, nach seiner Heirat 1736 mit Augusta von Sachsen-Gotha-Altenburg, der Tochter von Friedrich II. von Sachsen-Gotha-Altenburg, hier lebte. Georg III. wurde in diesem Haus geboren, das dem königlichen Paar von Edward Howard, 9. Duke of Norfolk, angeboten worden war.
Die Familie zog 1742 in Leicester House um und dies blieb das Heim des Prinzen bis zu seinem Tod neun Jahre danach und das seiner Witwe bis zu ihrem Tod 1764.
Das originale Norfolk House verblieb im Besitz der Dukes of Norfolk bis 1938. Dann wurde es abgerissen und ein Geschäftshaus auf dem Grundstück gebaut. Im Zweiten Weltkrieg diente dieses Haus als Büro für viele mit dem Vereinigten Königreich verbündete Streitkräfte, z. B. der 1. Kanadischen Armee und den Supreme Headquarters Allied Expeditionary Force und General Dwight D. Eisenhower. Zwei Bronzetafeln an der Außenseite des Gebäudes erläutern die Rolle des Gebäudes im Krieg. Heute ist dieses Gebäude aus den 1930er-Jahren mit verschiedenen Büros belegt. Das Innere wurde in den letzten Jahren komplett renoviert.
Teile der Inneneinrichtung aus dem Haus aus dem 18. Jahrhundert sind bis heute erhalten, da sie vor dem Abriss daraus entfernt wurden, z. B. das Musikzimmer, das von Giovanni Battista Borra für die Gattin des 9. Duke of Norfolk, Mary, entworfen worden war. Lange waren die Einrichtungsgegenstände eingelagert, sind aber heute im Victoria and Albert Museum zu sehen. Sie wurden restauriert, in der originalen Ordnung zusammengestellt und zeigen heute wieder ihre glänzende weiße Farbe mit vergoldeten Schnitzereien.